# Ange Leccia

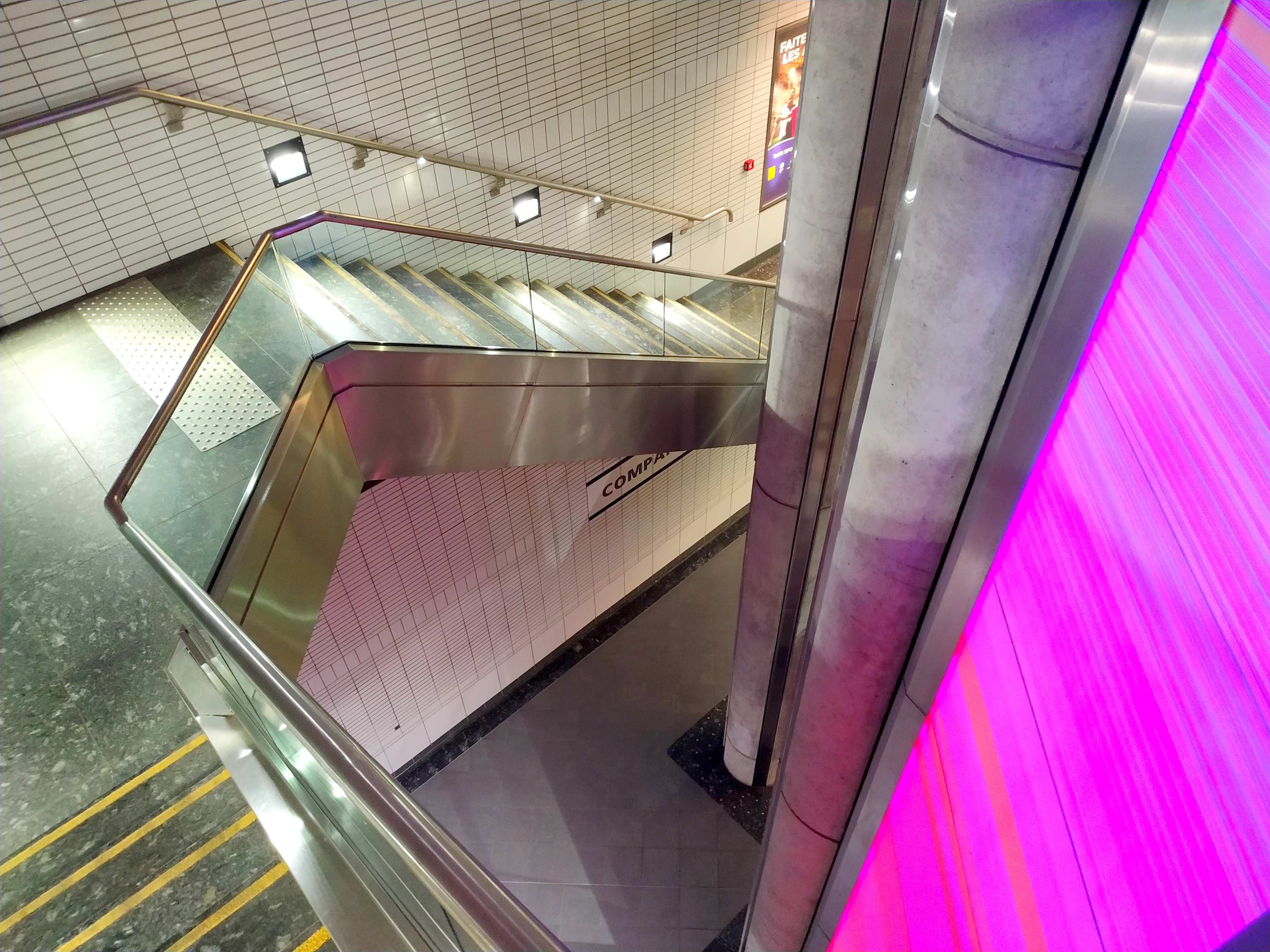
Schodiště ve stanici Compans-Caffarelli na trase metra B v Toulouse, 2019

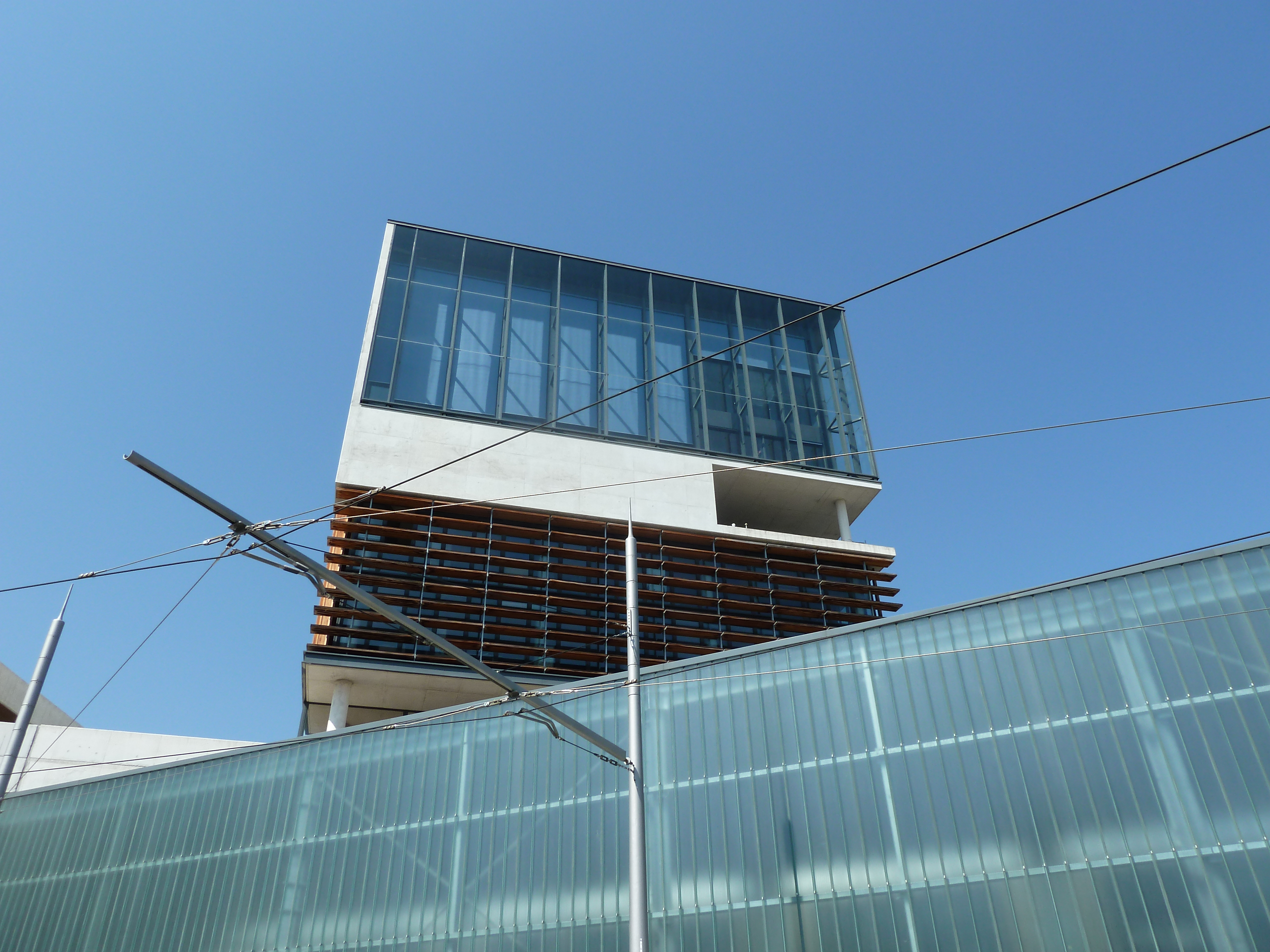
Solární disky jako součást uměleckého projektu, ve kterém 15 umělců svými díly doprovází tramvaj v městském prostoru v Nice, 2011

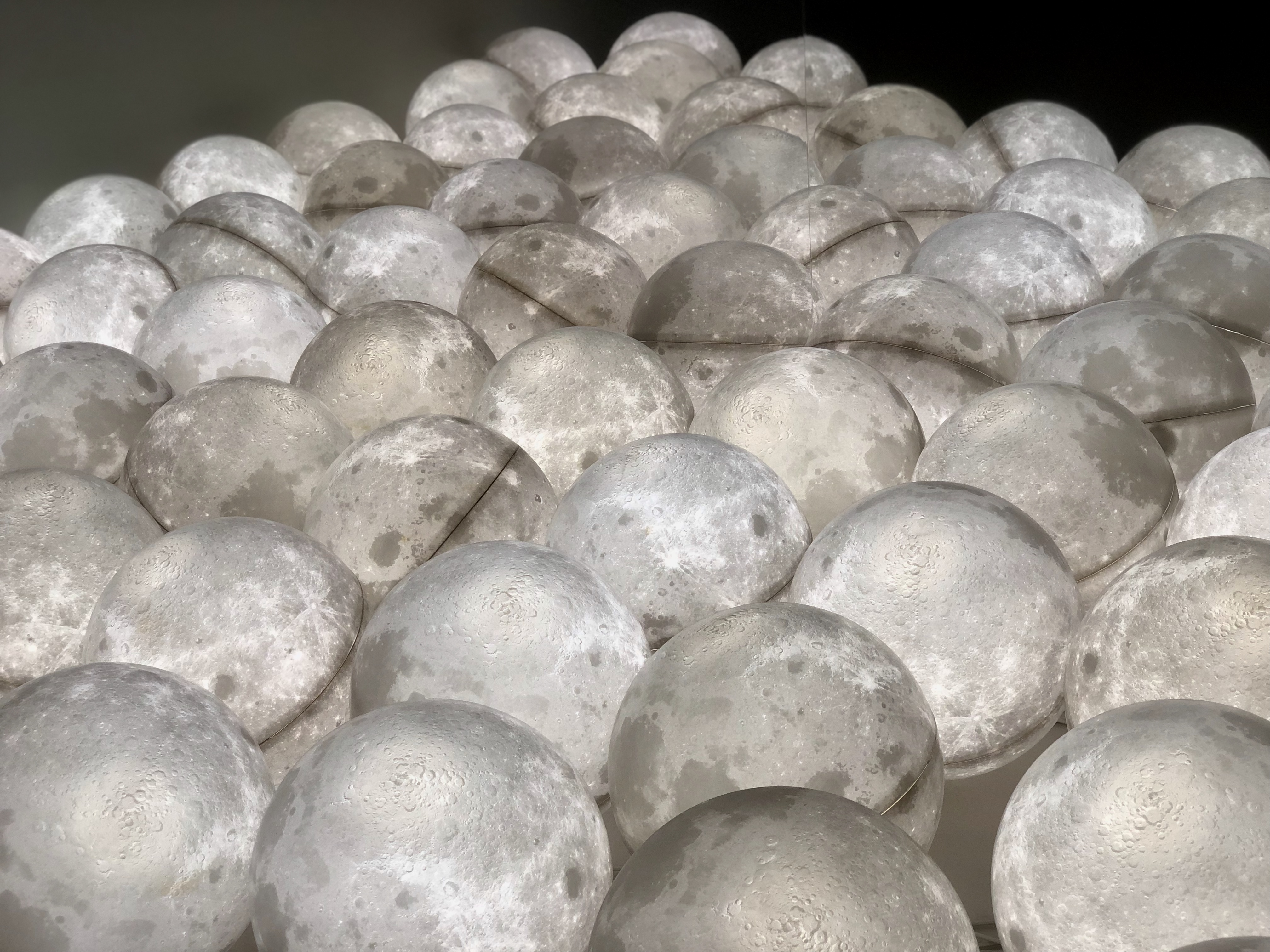
Lunes, 2019

Ange Leccia (* 19. dubna 1952) je francouzský malíř, fotograf a filmař. Narodil se na Korsice. Studoval výtvarné umění a zpočátku se zajímal převážně o malířství a fotografii, později hlavně o video. Natočil přibližně osmdesát krátkých filmů. Patří mezi ně mimo jiné Ile de beauté (Ostrov krásy, 1996) a La mer (Moře, 2001). Mezi jeho celovečerní snímky patří Nuit bleue (Modrá noc, 2010). Kromě Francie vystavoval například v Norsku, Spojených státech amerických a Itálii. Přednášel například na École nationale supérieure d'arts de Paris-Cergy.

## Vybrané výstavy
- 2004: Chateau de Tours, Francie
- 2003: Galerie Almine Rech, Paříž, Francie
- 1999: National Museum of Contemporary Art, Oslo, Norsko
- 1998: Musée Nicéphore Nièpce, Chalon-sur-Saône, Francie[2]
- 1996: Villa Medici, Řím, Itálie[3]
- 1995: Art at the Edge, Atlanta, USA
- 1992: Contemporary Art Museum, Houston, USA[4]
- 1990: Le Magasin, CNAC, Grenoble, Francie
- 1985: ARC / Musée d'Art Moderne de la Ville de Paris, Francie